# Elitarni – Ostatnie starcie
Elitarni – Ostatnie starcie (tytuł org. Tropa de Elite 2 – O Inimigo Agora é Outro, ang. Elite Squad: The Enemy Within, znany również jako Elite Squad 2) – brazylijski film sensacyjny z 2010 roku w reżyserii José Padilha. Sequel filmu Elitarni z 2007 roku. Wyprodukowany przez brazylijskie studio Zazen Produções.
Premiera filmu miała miejsce w Brazylii 8 października 2010 roku. W Polsce premiera filmu odbyła się 28 października 2011 roku.

## Fabuła
Brazylijskie Rio de Janeiro stało się miastem pełnym gniewu, gdzie przeciwko dwóch sobie stają oddziały specjalne BOPE, dowodzone przez pułkownika Nascimento (Wagner Moura) i bezwzględni bossowie karteli narkotykowych z Rio de Janeiro. Przez ostatnie lata Nascimento stał się dojrzalszy i szuka odpowiedzi na wiele nowych pytań. Jest to także efekt współpracy z profesorem Fragą (Irandhir Santos), koordynatorem działań pozarządowych. Fraga, walczący o prawa człowieka (więźniów i nawet przestępców) po rozpadzie małżeństwa Nascimento staje się moralnym autorytetem dla jego podrastającego syna – Rafaela, dla którego ojciec nie jest walczącym z przestępczością stróżem prawa, lecz bezlitosnym mordercą. Dilerów narkotykowych udaje się BOPE zniszczyć lecz na ich miejscu usadawia się system, składający się z bezlitosnych i skorumpowanych policjantów i polityków wysokiego szczebla z gubernatorem stanu włącznie. Pułkownik Nascimento staje do „ostatniego starcia”.

## Obsada
- Wagner Moura jako podpułkownik BOPE Roberto Nascimento
- Irandhir Santos jako Diogo Fraga
- André Ramiro jako kapitan André Matias.
- Maria Ribeiro jako Rosane
- Sandro Rocha jako major Rocha
- Milhem Cortaz jako podpułkownik Fabio Barbosa
- Tainá Müller jako dziennikarka Clara
- Seu Jorge jako Beirada

i inni